# Polygala preslii
Polygala preslii là một loài thực vật có hoa trong họ Polygalaceae. Loài này được Spreng. miêu tả khoa học đầu tiên năm 1828.